# عبد الفتاح (اسم)
عبد الفتاح هو اسم عربي إسلامي يطلق على الذكور، وهو يستخدم في العهد الحديث كاسم أو لقب. وهو مألف من كلمتين عبد والفتاح. والفتاح تعتبر واحدة من أسماء الله الحسنى في القرآن.

## الذكور
- عبد الفتاح السيسي، وزير الدفاع ثم رئيس جمهورية مصر العربية.
- عصام عبد الفتاح (حكم) (مواليد 1965) حكم كرة قدم مصري.
- محمد عبد الفتاح (مصارع) (مواليد 1978) مصارع مصري.
- حسن عبد الفتاح (مواليد 1982) لاعب كرة قدم أردني.
- عبد الفتاح الآغا (مواليد 1984) لاعب كرة قدم سوري.
- علاء عبد الفتاح مدون وناشط مصري.

## إناث
- كاميليا عبد الفتاح طبيبة نفسية مصرية.
- إسراء عبد الفتاح (ناشطة سياسية) (مواليد 1978) مدونة وناشطة.